# Victor Herman Balke
Victor Herman Balke (ur. 29 września 1931 w Meppen, Illinois) – amerykański duchowny katolicki, biskup Crookston w latach 1976-2007.

## Życiorys
Święcenia kapłańskie otrzymał 24 maja 1958 z rąk bp. Williama O'Connora i inkardynowany został do diecezji Springfield w Illinois. Był m.in. sędzią w Trybunale ds. Małżeństw i rektorem diecezjalnego seminarium duchownego.
7 lipca 1976 papież Paweł VI mianował go ordynariuszem Crookston w Minnesocie. Sakry udzielił mu ówczesny metropolita St. Paul i Minneapolis John Robert Roach. Na emeryturę przeszedł po ponad 30-letnich rządach 28 września 2007. Był najdłużej urzędującym biskupem w historii diecezji Crookston.